# 新泰雷什基
49°45′28″N 26°46′12″E / 49.75778°N 26.77000°E
新泰雷什基（羅馬化：Novi Tereshky）是位於烏克蘭西部的村莊，由赫梅利尼茨基州裡赫梅利尼茨基區的安東尼尼市鎮負責管轄。該村面積0.19平方公里，海拔高度311米，2001年人口116，人口密度每平方公里597.9人。